# Норт-Вандергріфт (Пенсільванія)
Норт-Вандергріфт (англ. North Vandergrift) — переписна місцевість (CDP) в США, в окрузі Армстронг штату Пенсільванія. Населення — 374 особи (2020).

## Географія
Норт-Вандергріфт розташований за координатами 40°36′35″ пн. ш. 79°33′6″ зх. д. / 40.60972° пн. ш. 79.55167° зх. д. (40.609754, -79.551557).  За даними Бюро перепису населення США в 2010 році переписна місцевість мала площу 1,67 км², з яких 1,57 км² — суходіл та 0,10 км² — водойми.

## Демографія
Згідно з переписом 2010 року, у переписній місцевості мешкало 447 осіб у 187 домогосподарствах у складі 113 родин. Густота населення становила 268 осіб/км².  Було 244 помешкання (146/км²).
Расовий склад населення:
| - 88,6 % — білих - 8,5 % — чорних або афроамериканців |

До двох чи більше рас належало 2,2 %. Частка іспаномовних становила 0,4 % від усіх жителів.
За віковим діапазоном населення розподілялося таким чином: 21,0 % — особи молодші 18 років, 66,7 % — особи у віці 18—64 років, 12,3 % — особи у віці 65 років та старші. Медіана віку мешканця становила 40,5 року. На 100 осіб жіночої статі у переписній місцевості припадало 111,8 чоловіків;  на 100 жінок у віці від 18 років та старших — 107,6 чоловіків також старших 18 років.
Середній дохід на одне домашнє господарство  становив 54 350 доларів США (медіана — 53 068), а середній дохід на одну сім'ю — 67 915 доларів (медіана — 61 250). За межею бідності перебувало 16,2 % осіб, у тому числі 18,7 % дітей у віці до 18 років та 0,0 % осіб у віці 65 років та старших.
Цивільне працевлаштоване населення становило 220 осіб. Основні галузі зайнятості: науковці, спеціалісти, менеджери — 25,9 %, освіта, охорона здоров'я та соціальна допомога — 20,5 %, будівництво — 18,2 %, роздрібна торгівля — 15,9 %.